# Каолінова (річка)
Каолінова — річка в Україні, у Козятинському  районі Вінницької області. Права притока Гнилоп'яті (басейн Дніпра ).

## Опис
Довжина річки 7,4 км. Формується з багатьох безіменних струмків та водойм.

## Розташування
Бере початок на північному заході від Залізничного. Тече переважно на північний захід через Глухівці і у Жежеліві впадає у річку Гнилоп'ять, праву притоку Тетерева.
Річку перетинають автомобільні дороги E583, М21.